# 巴巴里戈宮

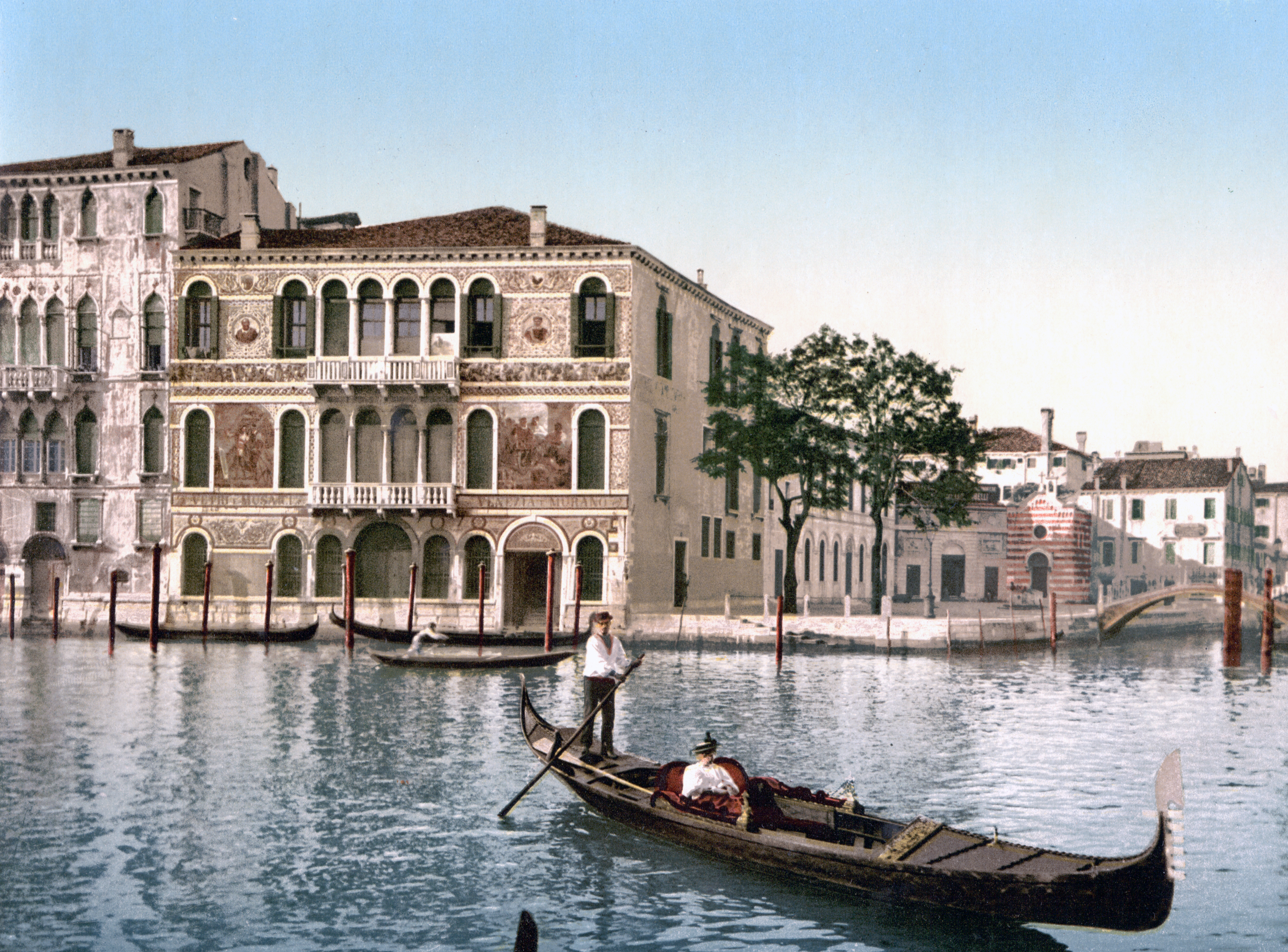
巴巴里戈宮

巴巴里戈宮（Palazzo Barbarigo）是義大利北部城市威尼斯多爾索杜羅區的一座宮殿建築，位於大運河沿岸。該建築最初始建於16世紀。現在該建築是運河沿岸最豪華的建築之一。建築內部的部分空間用於展銷威尼斯玻璃。